# Bria (Repubblica Centrafricana)
Bria è una subprefettura della Prefettura di Haute-Kotto, nella Repubblica Centrafricana.